# Герб Яренска
Герб Я́ренска — геральдический символ села (до 1924 — города) Яренск, административного центра Ленского муниципального района Архангельской области Российской Федерации.

## Описание и история герба
В 1780 году Яренск стал уездным городом и центром Яренского уезда Вологодского наместничества.
Герб Яренска был высочайше утверждён 2 (13) октября 1780 года императрицей Екатериной II вместе с другими гербами городов Вологодского наместничества.

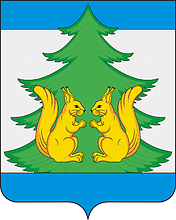
Герб Ленского района (2011 год)

Описание герба Яренска гласило: «Двѣ бѣлки натурального цвѣта, въ серебряномъ полѣ. Въ знакъ того, что жители сего города кожами тѣхъ звѣрковъ производятъ довольно знатный торгъ». В верхней части щита — герб Вологды: «В красномъ полѣ щита видна выходящая изъ облака рука, держащая золотую державу съ серебрянымъ мечемъ».
Герб был придуман (как и для всех прочих городов наместничества, ранее не имевших герба) действительным статским советником А. А. Волковым, исполнявшим должность герольдмейстера. 
В 1784 году Яренск перешёл в подчинение Архангельского наместничества, а с 1796 года находился в составе Архангельской губернии. Как предполагают историки, верхняя часть щита гербов городов Вологодского наместничества, с 1784 года перешедших в подчинение Архангельского наместничества, поменялась на герб Архангельска. Однако официального подтверждения тому нет.
6 мая 2011 года решением Собрания депутатов муниципального образования «Ленский муниципальный район» был утверждён герб Ленского района, который имел следующее описание: «В серебряном поле с узкими лазоревыми главой и оконечностью — выходящая из оконечности зелёная ель вершиной поверх главы и пониженно поверх неё — две сообращенно сидящие на её ветвях золотые белки».
Две белки в районном гербе заимствованы из исторического герба Яренска.